# Каан, Хосе
Хосе Каан (исп. José Kahan; 1 декабря 1930, Мехико — 15 августа 1986, Мехико) — мексиканский пианист еврейского происхождения.

## Биография
Родился в семье иммигрантов из Польши: учёного эстетика Саломона Каана и его жены Элизы, музыкальной журналистки. Брат, Алехандро Каан — дирижёр.
Учился в Национальной консерватории, затем в 1947—1954 гг. в Кёртисовском институте у Изабеллы Венгеровой.
Дебютировал на концертной сцене в 1943 году, исполнив концерт № 26 Вольфганга Амадея Моцарта с Лос-Анджелесским филармоническим оркестром. С 1955 г. широко концертировал в США и Латинской Америке. На рубеже 1950-60-х гг. много выступал в Европе, принял участие в ряде международных конкурсов, в 1958 г. разделил с Роналдом Турини второе место на Конкурсе пианистов имени Бузони (первая премия не была присуждена), продемонстрировав отточенность и художественную зрелость исполнения.
Записал альбомы фортепианных произведений Иоганнеса Брамса, Мануэля де Фальи, Мануэля Понсе.
Для Каана написан Второй фортепианный концерт Бласа Галиндо.